# Bahnstrecke Davos Platz–Filisur
| Pendelzug mit Ge 4/4 II auf dem Wiesener Viadukt |                     |                                      |                                      |
| Streckennummer (BAV): | 915                 |                                      |                                      |
| Fahrplanfeld: | 915                 |                                      |                                      |
| Streckenlänge: | 19,303 km           |                                      |                                      |
| Spurweite: | 1000 mm (Meterspur) |                                      |                                      |
| Stromsystem: | 11 kV 16,7 Hz ~     |                                      |                                      |
| Maximale Neigung: | 35 ‰                |                                      |                                      |
| Minimaler Radius: | 110 m               |                                      |                                      |
| Streckengeschwindigkeit: | 90 km/h             |                                      |                                      |
| |                     |                                      |                                      |
| \| \| \| von Landquart \| \| \| \| 49,98 \| Davos Platz \| 1540 m ü. M. \| \| \| \| Anschluss Ischalp-Jakobshornbahn \| \| \| \| \| Landwasser-Viadukt (40 m) \| \| \| \| \| Anschluss Kehrichtabfuhr \| \| \| \| 51,86 \| Davos Islen (bis 2002) \| 1516 m ü. M. \| \| \| \| Anschluss Kieswerk \| \| \| \| \| Landwasser I (21 m) \| \| \| \| 53,29 \| Davos Frauenkirch \| 1505 m ü. M. \| \| \| \| Anschluss Zeughaus \| \| \| \| \| Landwasser II (21 m) \| \| \| \| 56,32 \| Davos Glaris (ehem. Autoverlad ) \| 1454 m ü. M. \| \| \| \| Anschluss Rinerhornbahn \| \| \| \| \| Taverna (319 m) \| \| \| \| \| Rotschtobel (200 m) \| \| \| \| 60,14 \| Davos Monstein \| 1347 m ü. M. \| \| \| \| Schmelzboden-Viadukt (51 m) \| \| \| \| \| Eistöbeli (241 m) \| \| \| \| \| Silberberg (964 m) \| \| \| \| \| Brombenz I (113 m) \| \| \| \| \| Brombenz-Viadukt (44 m), Landwasser \| \| \| \| \| Brombenz II (232 m) \| \| \| \| \| Bärentritt (969 m) \| \| \| \| \| Bärentritt (10 m), Sagentobel \| \| \| \| \| Wiesen I (450 m) \| \| \| \| \| Lehnenviadukt (39 m) \| \| \| \| \| Wiesen II (96 m) \| \| \| \| 64,64 \| Davos Wiesen (ehem. Autoverlad ) \| 1197 m ü. M. \| \| \| \| Wiesener Viadukt (204 m), Landwasser \| \| \| \| \| Medje (250 m) \| \| \| \| \| Cavja I (24 m) \| \| \| \| \| Cavja-Viadukt (131 m) \| \| \| \| \| Cavja II (66 m) \| \| \| \| \| Schönboden (235 m) \| \| \| \| \| Schönboden-Viadukt I (32 m) \| \| \| \| \| Schönboden-Viadukt II (32 m) \| \| \| \| \| Buel (52 m) \| \| \| \| \| Pflanzgarten-Viadukt I (30 m) \| \| \| \| \| Pflanzgarten-Viadukt II (37 m) \| \| \| \| \| Lehnenviadukt (32 m) \| \| \| \| \| Lehnenviadukt Val da Corvs (25 m) \| \| \| \| 69,28 \| Filisur / von Thusis \| 1080 m ü. M. \| \| \| \| nach St. Moritz \| \| \| \| \| \| \| \| Quellen: [1][2][3][4] \| \| \| \| |                     |                                      |                                      |
| Strecke |                     | von Landquart                        | von Landquart                        |
| Bahnhof | 49,98               | Davos Platz                          | 1540 m ü. M.                         |
| Strecke |                     | Anschluss Ischalp-Jakobshornbahn     | Anschluss Ischalp-Jakobshornbahn     |
| Brücke über Wasserlauf |                     | Landwasser-Viadukt (40 m)            | Landwasser-Viadukt (40 m)            |
| Abzweig geradeaus und nach links |                     | Anschluss Kehrichtabfuhr             | Anschluss Kehrichtabfuhr             |
| ehemaliger Haltepunkt / Haltestelle | 51,86               | Davos Islen (bis 2002)               | 1516 m ü. M.                         |
| Abzweig geradeaus und nach links |                     | Anschluss Kieswerk                   | Anschluss Kieswerk                   |
| Brücke über Wasserlauf |                     | Landwasser I (21 m)                  | Landwasser I (21 m)                  |
| Bahnhof | 53,29               | Davos Frauenkirch                    | 1505 m ü. M.                         |
| Abzweig geradeaus und nach links |                     | Anschluss Zeughaus                   | Anschluss Zeughaus                   |
| Brücke über Wasserlauf |                     | Landwasser II (21 m)                 | Landwasser II (21 m)                 |
| Bahnhof | 56,32               | Davos Glaris (ehem. Autoverlad )     | 1454 m ü. M.                         |
| Strecke |                     | Anschluss Rinerhornbahn              | Anschluss Rinerhornbahn              |
| Tunnel |                     | Taverna (319 m)                      | Taverna (319 m)                      |
| Tunnel |                     | Rotschtobel (200 m)                  | Rotschtobel (200 m)                  |
| Bahnhof | 60,14               | Davos Monstein                       | 1347 m ü. M.                         |
| Brücke |                     | Schmelzboden-Viadukt (51 m)          | Schmelzboden-Viadukt (51 m)          |
| Tunnel |                     | Eistöbeli (241 m)                    | Eistöbeli (241 m)                    |
| Tunnel |                     | Silberberg (964 m)                   | Silberberg (964 m)                   |
| Tunnel |                     | Brombenz I (113 m)                   | Brombenz I (113 m)                   |
| Brücke über Wasserlauf |                     | Brombenz-Viadukt (44 m), Landwasser  | Brombenz-Viadukt (44 m), Landwasser  |
| Tunnel |                     | Brombenz II (232 m)                  | Brombenz II (232 m)                  |
| Tunnel |                     | Bärentritt (969 m)                   | Bärentritt (969 m)                   |
| Brücke über Wasserlauf |                     | Bärentritt (10 m), Sagentobel        | Bärentritt (10 m), Sagentobel        |
| Tunnel |                     | Wiesen I (450 m)                     | Wiesen I (450 m)                     |
| Brücke |                     | Lehnenviadukt (39 m)                 | Lehnenviadukt (39 m)                 |
| Tunnel |                     | Wiesen II (96 m)                     | Wiesen II (96 m)                     |
| Bahnhof | 64,64               | Davos Wiesen (ehem. Autoverlad )     | 1197 m ü. M.                         |
| Brücke über Wasserlauf |                     | Wiesener Viadukt (204 m), Landwasser | Wiesener Viadukt (204 m), Landwasser |
| Tunnel |                     | Medje (250 m)                        | Medje (250 m)                        |
| Tunnel |                     | Cavja I (24 m)                       | Cavja I (24 m)                       |
| Brücke |                     | Cavja-Viadukt (131 m)                | Cavja-Viadukt (131 m)                |
| Tunnel |                     | Cavja II (66 m)                      | Cavja II (66 m)                      |
| Tunnel |                     | Schönboden (235 m)                   | Schönboden (235 m)                   |
| Brücke |                     | Schönboden-Viadukt I (32 m)          | Schönboden-Viadukt I (32 m)          |
| Brücke |                     | Schönboden-Viadukt II (32 m)         | Schönboden-Viadukt II (32 m)         |
| Tunnel |                     | Buel (52 m)                          | Buel (52 m)                          |
| Brücke |                     | Pflanzgarten-Viadukt I (30 m)        | Pflanzgarten-Viadukt I (30 m)        |
| Brücke |                     | Pflanzgarten-Viadukt II (37 m)       | Pflanzgarten-Viadukt II (37 m)       |
| Brücke |                     | Lehnenviadukt (32 m)                 | Lehnenviadukt (32 m)                 |
| Strecke von links · Strecke nach rechts |                     | Lehnenviadukt Val da Corvs (25 m)    | Lehnenviadukt Val da Corvs (25 m)    |
| Abzweig quer und nach links · Bahnhof quer · Strecke von rechts | 69,28               | Filisur / von Thusis                 | 1080 m ü. M.                         |
| Strecke |                     | nach St. Moritz                      | nach St. Moritz                      |
| |                     |                                      |                                      |
| Quellen: |                     |                                      |                                      |

Die Bahnstrecke Davos Platz–Filisur ist eine meterspurige Schmalspurbahn in der Schweiz. Sie gehört zum Stammnetz der Rhätischen Bahn (RhB) und verbindet seit Juni 1909 den Kurort Davos mit Filisur an der Albulabahn. Somit ist sie die Fortsetzung der Bahnstrecke Landquart–Davos Platz dar, deren Kilometrierung sie übernimmt. Die Strecke ist durchgehend eingleisig ausgeführt und seit 1919 elektrifiziert.

## Geschichte
Davos legte besonderen Wert auf eine Verbindung mit dem Engadin. So verlangte der Kurort den Bau einer Poststrasse vom Bärentritt in der Zügenschlucht, wo die Strasse nach Davos Wiesen den Talboden verlässt, bis nach Filisur. Nach der Eröffnung der Albulabahn wurde eine Bahnverbindung gewünscht, so dass Friedrich Hennings, der Oberingenieur der RhB, bereits 1903 ein Projekt ausarbeitete, dessen Baukosten auf 5,44 Mio. Franken geschätzt wurden, an denen sich der Kanton mit 950 000 Franken und Davos mit einer Million beteiligte. Den Rest übernahmen die Gemeinden des Prättigaus und des Albulatals, so dass der Bau der Strecke gesichert war und im Juni 1905 offiziell von der RhB übernommen wurde. Im Sommer und im Herbst 1905 wurden die Vermessungsarbeiten durchgeführt und unter Peter Saluz das Detailprojekt ausgearbeitet. Die Strecke war im Sommer 1909 fertiggestellt. 

## Streckenführung

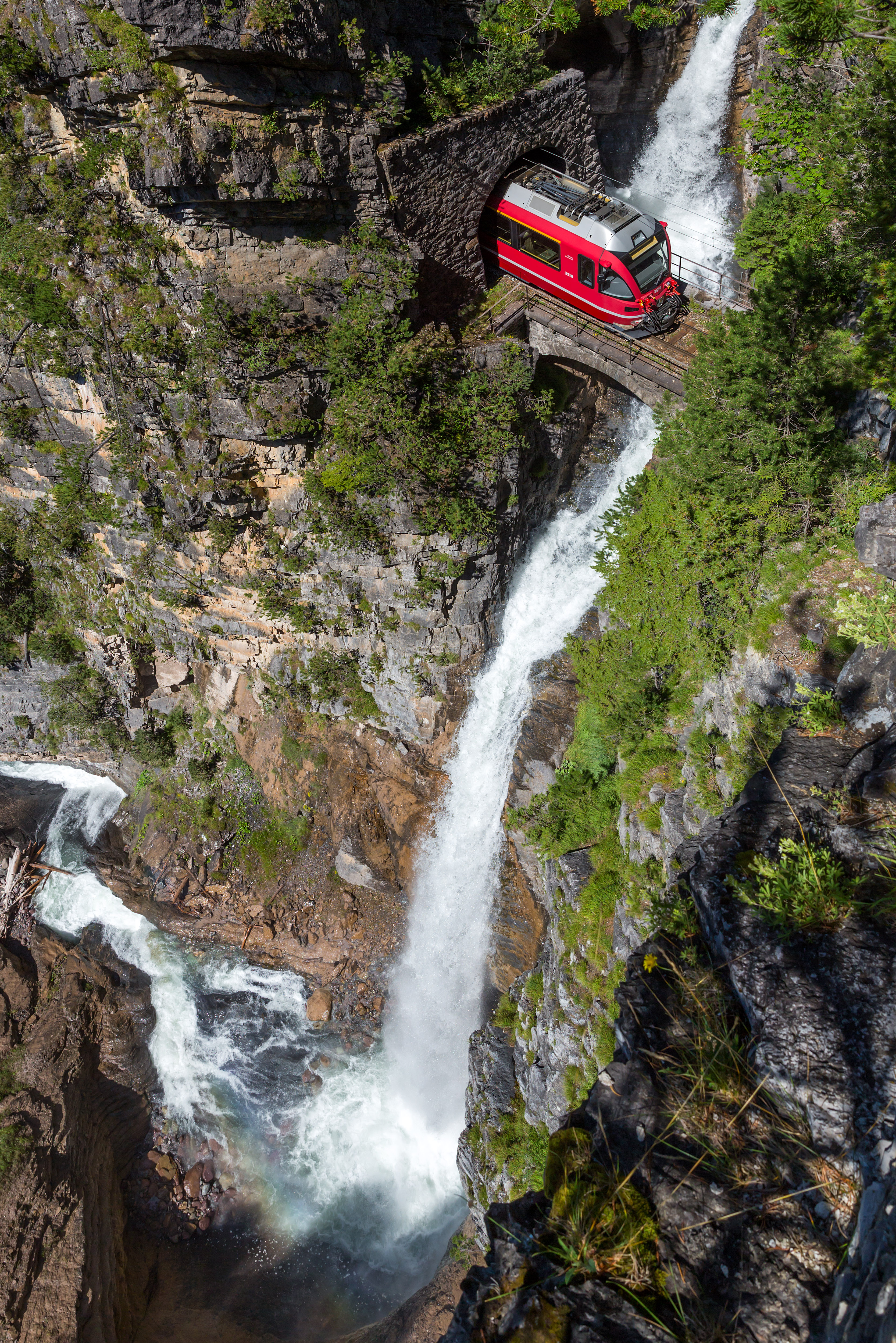
Ein Allegra überquert die Bärentrittbrücke in der Zügenschlucht

Zwischen Davos Platz und Filisur werden 15 Tunnel mit 4206 Metern Gesamtlänge sowie 28 Brücken mit einer Gesamtlänge von 940 m befahren. Somit befindet sich ein knappes Viertel der Strecke in Tunnel und 6 % führt über Brücken, wobei der bekannte Wiesener Viadukts das Schlüsselbauwerk ist. Die maximale Steigung der Strecke von 35 ‰ ist auf der Hälfte der Strecke vorhanden, im Besonderen in der Zügenschlucht zwischen den Stationen Davos Monstein und Davos Wiesen, sowie oberhalb der Station Filisur.
Die Strecke beginnt am Bahnhof Davos Platz und führt zunächst durch den südlichen Teil der Landschaft Davos bis Davos Monstein. Auf diesem Abschnitt folgt die Strecke dem Landwasser und die Bahnhöfe liegen entlang der Kantonsstrasse. Ausserhalb von Davos Platz wird das Landwasser auf einer Brücke überquert. Kurze Zeit später zweigt das Anschlussgleis zur Kehrichtumschlaganlage ab, wenig später folgt der ehemaligen Haltepunkt Islen, bevor die Strecke auf einer langen Geraden unmittelbar neben dem Fluss nach Süden verläuft. Vor der Station Frauenkirch zweigt der Werksanschluss des Kieswerks ab, bevor die Strecke auf einer weiteren Brücke auf die westliche Flussseite wechselt.
In Höhe der Mühle Glaris wird das Landwasser auf einer weiteren Brücke erneut über- und die Landwasserstrasse kurz darauf unterquert. Nach der Station Glaris wird das Tal dann zunehmend enger, bevor die Strecke kurz nach Davos Monstein die wilde Zügenschlucht erreicht, die mit Hilfe diverser Kunstbauwerke passiert wird. Unmittelbar hinter der weit unterhalb des eigentlichen Ortes gelegenen Station Wiesen verläuft die Strecke über das 210 Meter lange und 89 Meter hohe Wiesener Viadukt, um dann die restliche Strecke bis nach Filisur weit oberhalb der tief eingeschnittenen Landwasserschlucht in Hanglage zurückzulegen.
Unmittelbar südlich des Wiesener Viadukts befindet sich am Streckenrand zudem noch eine Hippsche Wendescheibe, die allerdings nicht mehr als Signal für den Bahnbetrieb genutzt wird.
Ein 2008 erfolgter parlamentarischer Vorstoss zur Verbindung dieser Strecke mit der Arosabahn wird zurzeit von der Bündner Regierung angesichts knapper finanzieller Mittel nicht als prioritär betrachtet.

## Stationsgebäude

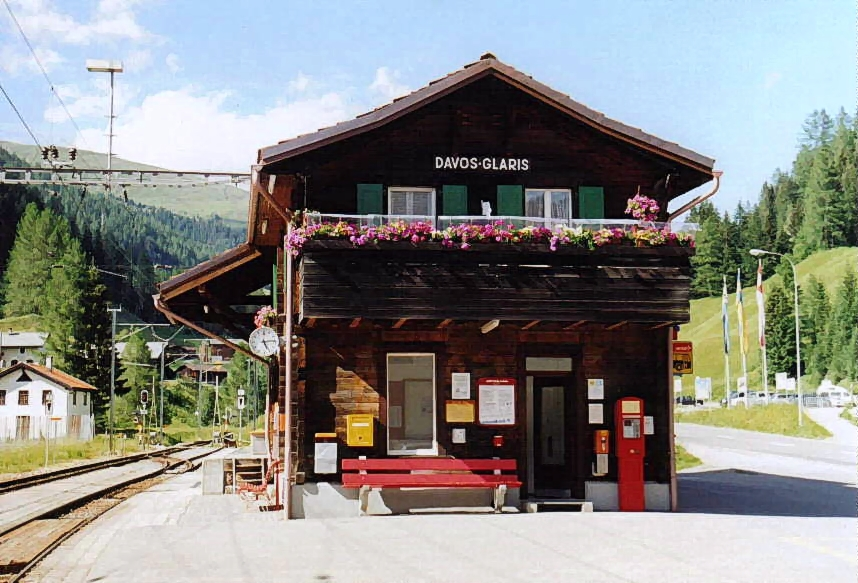
Der Bahnhof Davos Glaris

Der Baustil der Stationsgebäude ist weitgehend einheitlich gehalten. Es handelt sich dabei jeweils um zweigeschossige, dunkelbraune Holzbauten mit auf der Nordseite integriertem Güterschuppen, wobei der parallel zu den Gleisen laufende Dachfirst an den Gebäudeenden meist etwas weiter über den Giebel herausragt. Charakteristisch ist auch der an der kurzen Seite der Gebäude unter dem verlängerten Dach befindliche, oft mit Blumenkästen geschmückte Balkon oberhalb der Diensträume. Die auf der anderen Seite liegende Güterrampe ist durch ein im Bereich des Güterschuppens seitlich verlängertes Dach ebenfalls vor Wettereinflüssen geschützt. Die Fenster im Obergeschoss werden von grünen Fensterläden eingerahmt.
Etwas abweichend von dieser Einheitsgestaltung ist das Stationsgebäude von Davos Monstein, welches keinen angehängten Güterschuppen besitzt und daher deutlich kleiner, fast rechteckig, ausfällt. Zudem zeigt der Giebel hier zu den Gleisen, ist also gegenüber den anderen Empfangsgebäuden der Strecke um 90 Grad gedreht. Trotzdem findet man auch hier die dunkle Holzfarbe in Kombination mit den charakteristischen grünen Fensterläden vor.
Die Stationsgebäude von Frauenkirch, Monstein und Wiesen befinden sich westlich, das in Glaris östlich der Gleisanlagen.
Alle Zwischenstationen sind heute nicht mehr durch Bahnpersonal besetzt, der im Erdgeschoss befindliche Warteraum ist den Fahrgästen untertags jedoch weiterhin bei allen Gebäuden zugänglich.
Am nicht mehr bedienten Haltepunkt Davos Islen existiert ein wesentlich schlichterer Unterstand mit flachem Dach, welcher inzwischen anderweitig genutzt wird.

## Fahrzeugeinsatz
Die Strecke wird von Regio-Zügen im Taktverkehr bedient. Zwischen 6:05 Uhr und 20:30 Uhr wird ein Stundentakt angeboten, wobei die Regios für die Fahrt in eine Richtung ca. 25 Minuten benötigen. Durch den Einsatz von Trieb- oder Pendelzügen, bei denen das Umsetzen der Lokomotive im Endbahnhof entfällt und durch eine kurze Wende in Filisur werden Kreuzungen von Regio-Zügen in den Unterwegsbahnhöfen vermieden. Ab den 2020er Jahren wurden die Pendelzüge mit den Lokomotiven Ge 4/4 III 641 bis 652 und den Triebzügen ABe 8/12 3501–3515 Allegra wurden durch die Triebzüge ABe 4/16 3111–3172 Capricorn ersetzt.
Im Winter verkehrt zusätzlich morgens und abends ein Zugpaar von Davos Platz nach Davos Glaris für die Wintersportler der Rinerhornbahn dient. Während der Sommer- und der Wintersaison verkehrt an Werktagen zweimal täglich eine historische Zugkomposition, gezogen von einer Krokodillokomotive Ge 6/6 I oder einer Ge 4/4 I. Sie kreuzt den fahrplanmässigen Regionalzug auf dem Weg nach Filisur in Davos Frauenkirch und auf dem Rückweg in Davos Glaris.
Zeitweise bot die RhB saisonal durchgehende Züge an, die von Davos kommend über Filisur, die Albulabahn und die Berninabahn nach Tirano in Italien an. Im Fahrplan 2014 verkehrte morgens ein Bernina-Express nach Tirano und nachmittags zurück, der auf dem Hinweg in Davos Wiesen und auf dem Rückweg in Davos Glaris den Regionalverkehr planmässig kreuzte.
Vereinzelt wird die Strecke auch für den Güterverkehr genutzt. Anschlussgleise bestehen für die Kehrichtabfuhr in Davos Islen sowie für das Kieswerk und das Zeughaus in Davos Frauenkirch.

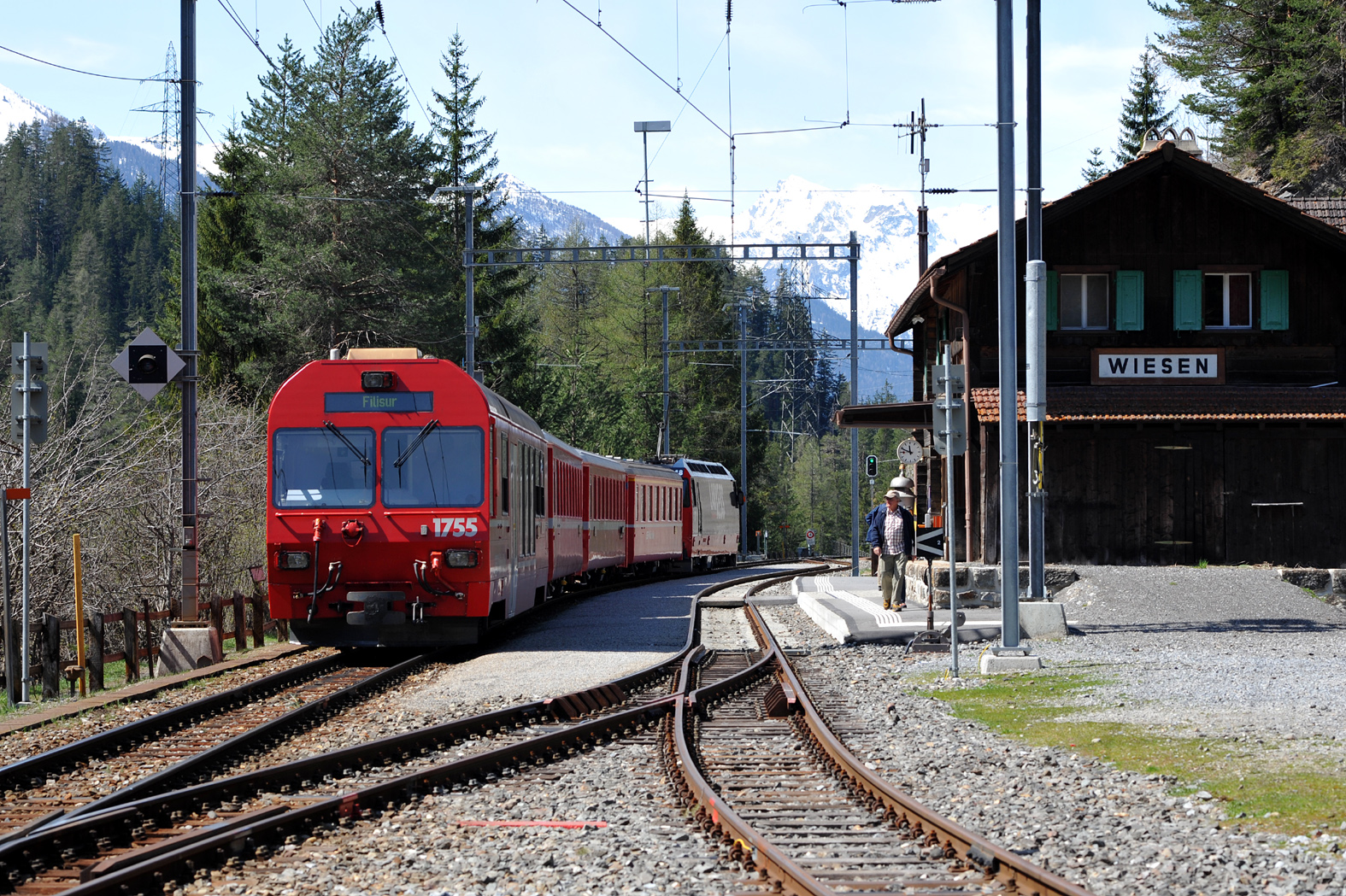
Im April 2009 verlässt en Regio mit vorausfahrender Lok die Station Wiesen in Richtung Filisur
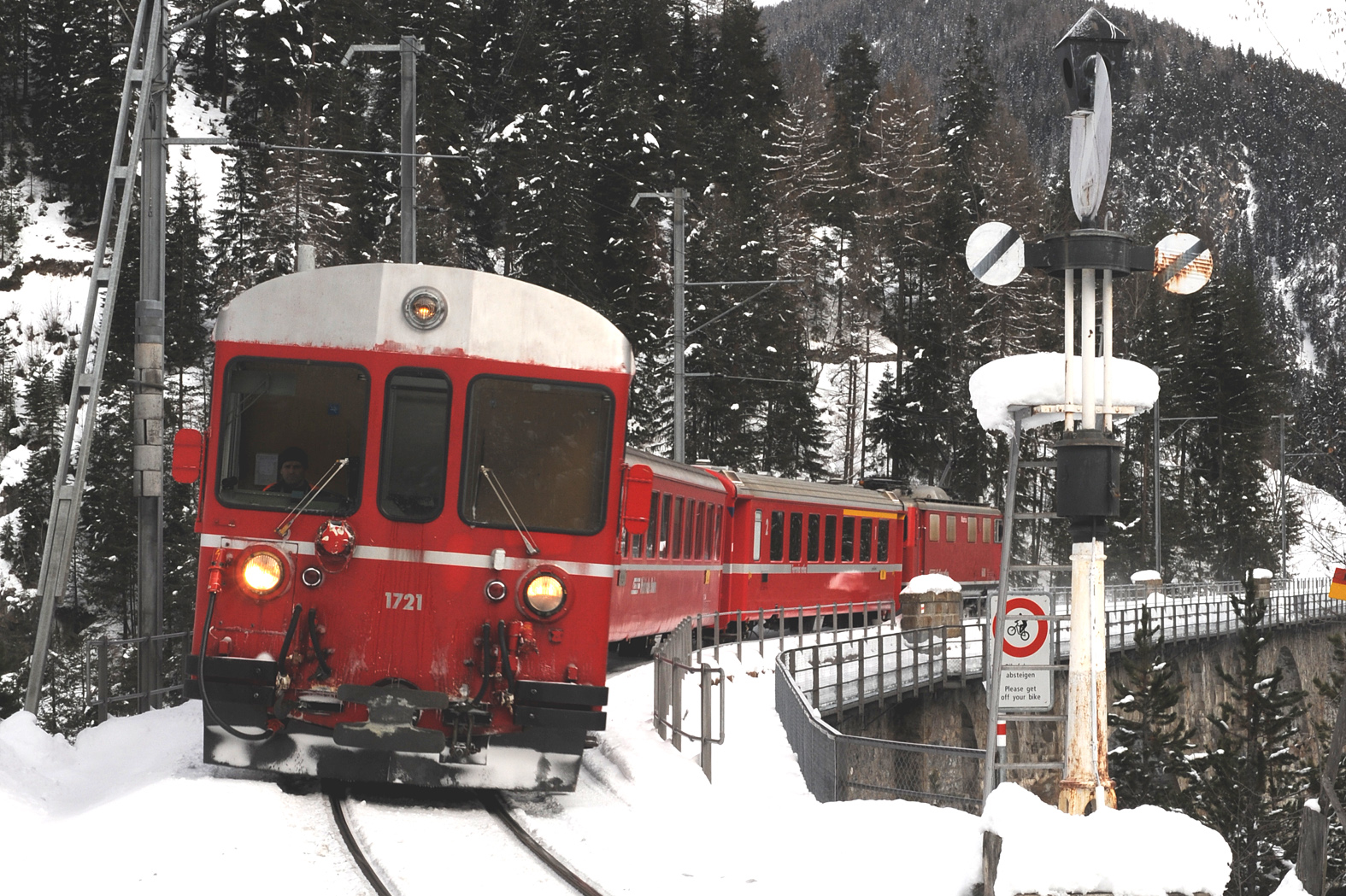
Auf dem Weg nach Filisur passiert ein Pendelzug im Dezember 2008 die Hippsche Wendescheibe am Wiesener Viadukt
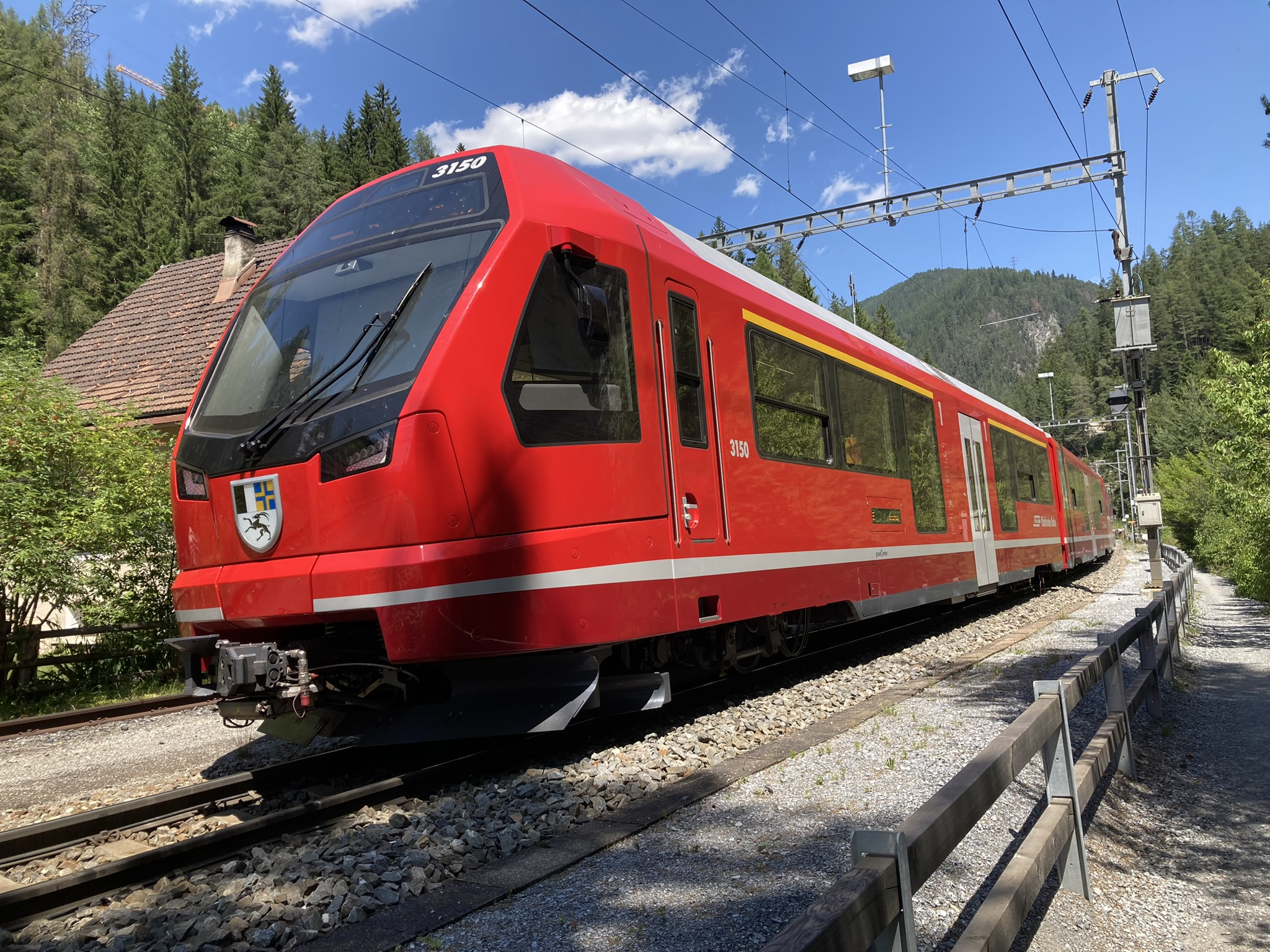
ABe 4/16 3150 im Bahnhof Davos Wiesen im Juli 2023
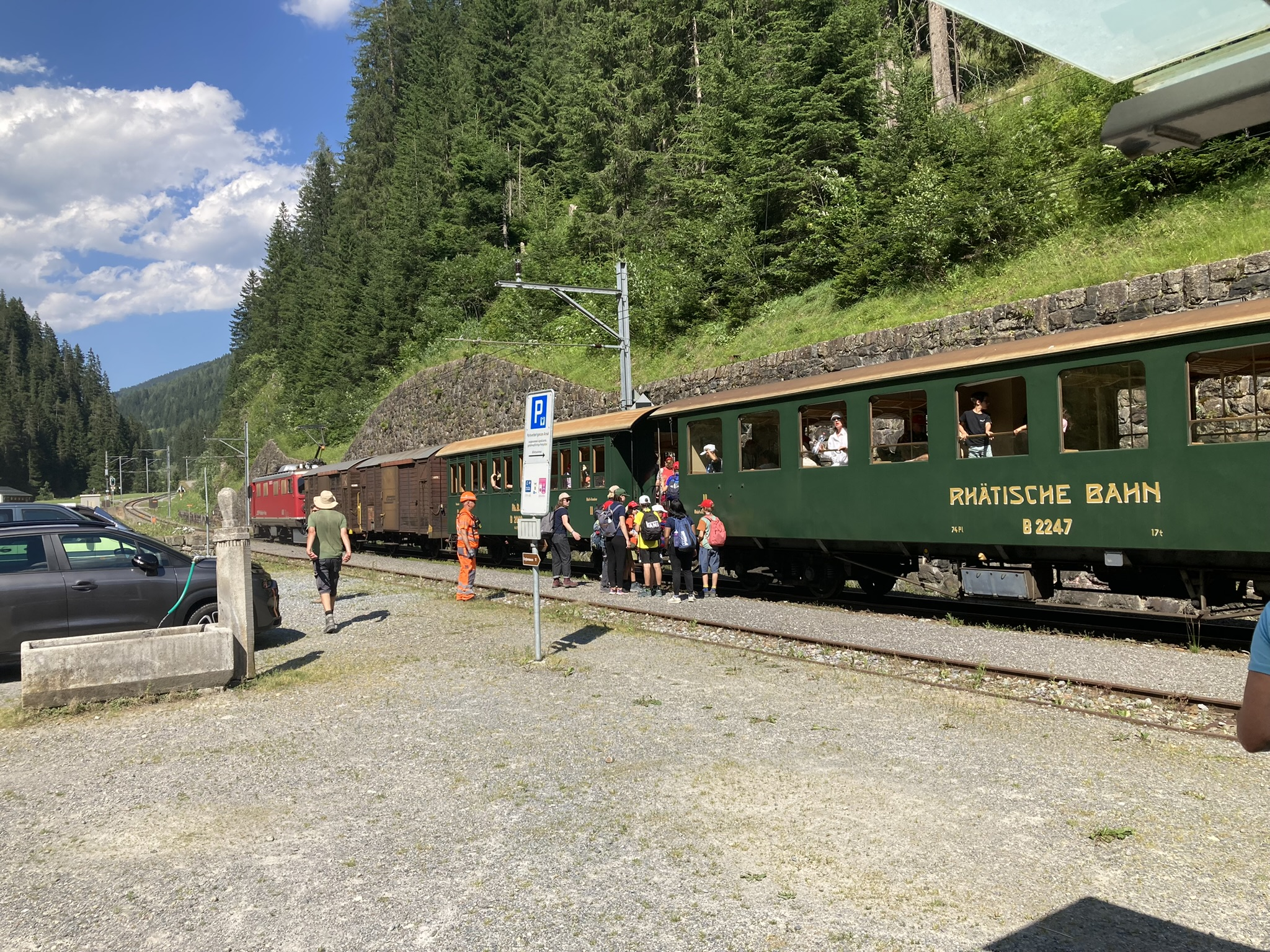
Historischer Zug im Bahnhof Davos Glaris im Juli 2023